# Korona Północna
Korona Północna (łac. Corona Borealis, dop. Coronae Borealis, skrót CrB) – niewielki, 73. co do wielkości, lecz wyrazisty gwiazdozbiór nieba północnego, leżący między Wolarzem i Herkulesem. Jego gwiazdy układają się w łuk przypominający diadem bądź koronę. Jego najjaśniejszą gwiazdą jest Alphecca. Liczba gwiazd dostrzegalnych nieuzbrojonym okiem wynosi około 20. W Polsce widoczny od zimy do lata.
Gwiazdozbiór jest jednym z 48 wyznaczonych przez Ptolemeusza.
Podobnym gwiazdozbiorem na południowej półkuli nieba jest Korona Południowa.

## Pochodzenie nazwy gwiazdozbioru

Ilustracja Johanna Bayera

Korona Północna jest jedną z tych konstelacji nieba, które naprawdę przypominają to, co mają przedstawiać, w tym przypadku koronę z klejnotami. Jest to jeden z pierwotnych greckich gwiazdozbiorów. Ariadna była córką króla Krety Minosa, który zbudował labirynt pod swoim pałacem w Knossos. W labiryncie mieszkał Minotaur, żywiący się ludzkim mięsem potwór z ciałem człowieka oraz głową i ogonem byka. W ramach trybutu dla potężnej Krety Ateny zobowiązane były dostarczać regularnie siedmiu młodzieńców i siedem dziewic, którzy stawali się ofiarami Minotaura. Tezeusz, syn króla Aten, bohatersko ofiarował się popłynąć na Kretę, by zabić potwora. Ariadna zakochała się w Tezeuszu i ofiarowała mu miecz i kłębek nici, które – gdyby przeżył – miały mu pomóc odnaleźć drogę w labiryncie. Tezeusz zabił Minotaura, uratował Ateńczyków, którzy przybyli wraz z nim, i opuścił Kretę z Ariadną na przygotowanym przez nią okręcie. Tezeusz jednak zostawił Ariadnę na wyspie Naksos. Dziewczyna była załamana, ale wkrótce spotkała i poślubiła boga Dionizosa (Bachusa). Podczas zaślubin dostała w darze ślubnym złoty diadem wykonany przez Hefajstosa. Po jej śmierci bóg przeniósł ten prezent na niebo w postaci gwiazd i tak powstał gwiazdozbiór Korony Północnej.

## Gwiazdy Korony Północnej
Alphecca, Alfa (α) Korony Północnej, jest członkiem Gromady Ruchomej w Wielkiej Niedźwiedzicy (Collinder 285), która to grupa zawiera też pięć centralnych gwiazd asteryzmu Wielkiego Wozu i rozmaite gwiazdy Wielkiej Niedźwiedzicy, Małego Lwa i Smoka. Jest to gromada najbliższa Układowi Słonecznemu, chociaż są kontrowersje, czy ta rzadka, szeroko rozrzucona grupa może być uważana za prawdziwą gromadę otwartą, skoro jej własna grawitacja nie jest w stanie utrzymać grupy w całości.
- Najjaśniejszą gwiazdą konstelacji jest Alphecca (Gemma, α CrB). W istocie jest to para gwiazd ciągu głównego w ciasnym układzie podwójnym. Z Ziemi widoczna jest jako układ zaćmieniowy o okresie około 17 dni. Jest on podobny do układu Algola (β Per), ale zmiana jasności jest niewielka, więc niedostrzegalna dla nieuzbrojonego oka[3].
- W łuku Korony znajduje się niezwykła gwiazda zmienna R Coronae Borealis. Znajduje się w odległości około 6037 lat świetlnych[4]. Jest to żółty nadolbrzym szóstej wielkości gwiazdowej, charakteryzujący się nagłymi spadkami jasności, które powodowane są przez węgiel gromadzący się w atmosferze gwiazdy. Zdarza się to co kilka lat i potrafi trwać miesiącami. Istnieją dwie teorie tych zmian. Według jednej z nich R CrB jest zasłaniana przez krążący wokół niej obłok pyłowy, według drugiej gwiazda wyrzuca materię, która z kolei blokuje światło emitowane przez R CrB, zanim się od niej oddali[4]. Gwiazda ta została po raz pierwszy opisana przez angielskiego astronoma Edwarda Pigotta w 1795. Gdy jest jasna, można ją dostrzec za pomocą lornetki. Warto ją obserwować co najmniej raz na tydzień[3].
- Miłośnicy gwiazd zmiennych powinni pamiętać o nowej powrotnej T CrB, która potrafi ze słabej gwiazdki o jasności 10m nagle pojaśnieć i stać się dość jasną gwiazdą o jasności 2 lub 3m. Ostatnie wielkie pojaśnienie zanotowano w 1946, a poprzednie 80 lat wcześniej. Można więc sądzić, że w początku XXI w. nastąpi kolejny jej wybuch[5]Warto więc od czasu do czasu spoglądać w te rejony nieba, nowe powrotne bywają bowiem nieprzewidywalne.
- Warte uwagi są trzy, choć niezbyt jasne gwiazdy podwójne.
- Zeta (ζ) Coronae Borealis jest biało-niebieską parą gwiazd piątej i szóstej wielkości, która oglądana przez niewielki teleskop stwarza wspaniały widok.
- Trzeci układ to Sigma (σ) Coronae Borealis, składający się z żółtych gwiazd szóstej i siódmej wielkości[4].
- Inne ciekawe gwiazdy to para wizualna Ni (ν) Coronae Borealis, para rozróżnialnych przez lornetkę czerwonych olbrzymów piątej wielkości. Są odległe o 6′[5].

## Wybrane obiekty
Jedyne pozagalaktyczne obiekty to kilka galaktyk, bardzo bladych i rzadko obserwowanych, z wyjątkiem bardzo wymagającej Gromady Galaktyk w Koronie Północnej, Abell 2065. W 40-centymetrowym reflektorze zobaczymy osiem z ponad czterystu rojących się galaktyk tej gromady. Ta olbrzymia gromada jest tak odległa od nas – 1,5 mld lat świetlnych – że pokrywa obszar nieba o powierzchni równej zaledwie powierzchni Księżyca.